# Naval Aircraft Factory PN
El Naval Aircraft Factory PN fue una serie de hidrocanoas estadounidenses de los años 20 y 30 del siglo XX. Desarrollado del hidrocanoa Felixstowe F5L de la Primera Guerra Mundial, las variantes del PN fueron construidas para la Armada de los Estados Unidos por Douglas, Keystone Aircraft y Martin.

## Desarrollo
Los principales hidrocanoas de largo alcance de la Armada de los Estados Unidos, al final de la Primera Guerra Mundial, eran el Curtiss H.16 y el similar Felixstowe F5L.

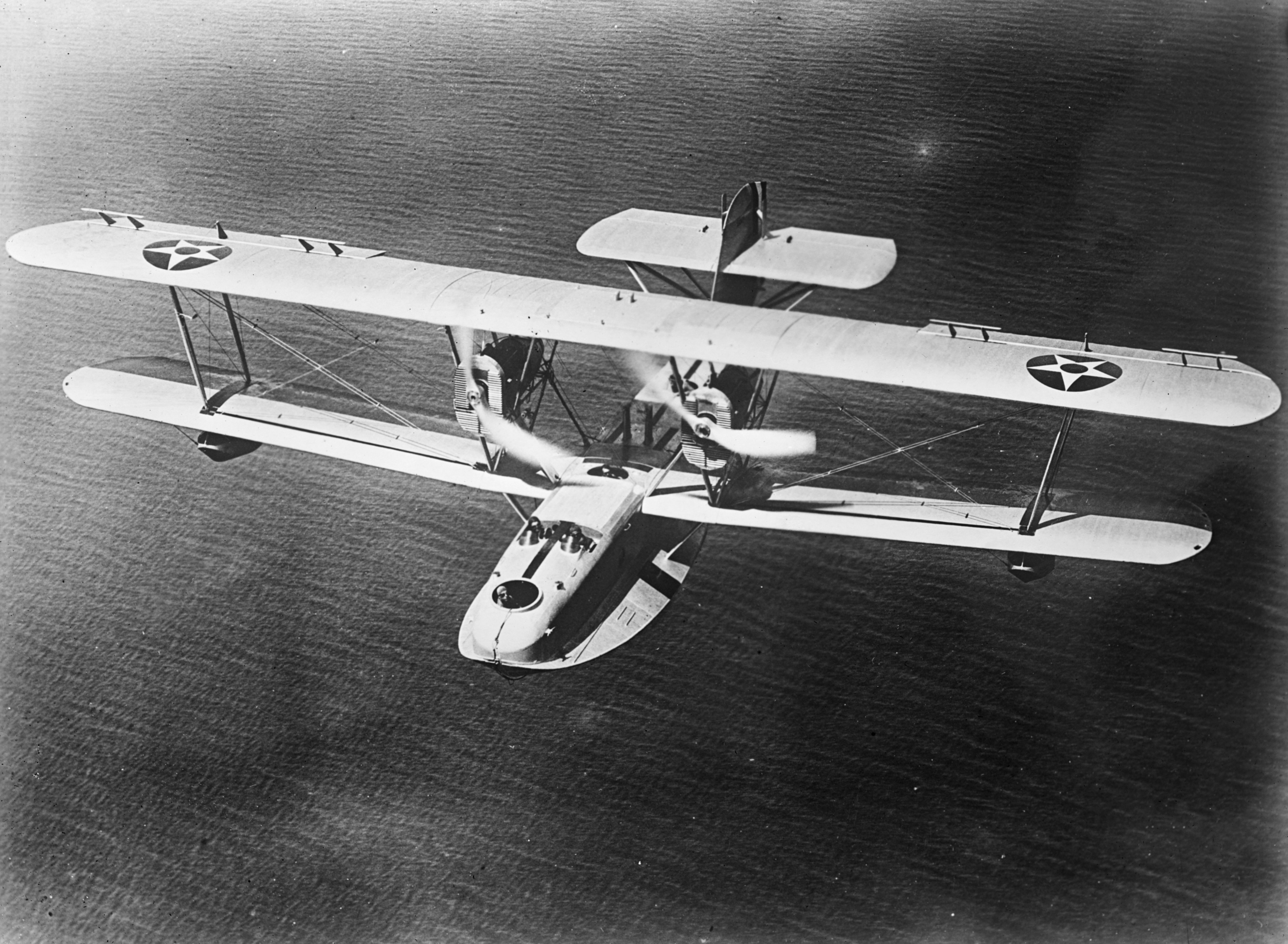
Naval Aircraft Factory PN-9.

El F5L fue una versión construida bajo licencia del británico Felixstowe F.5, usando un motor Liberty estadounidense. La serie de hidrocanoas Felixstowe, desarrollada por la Estación de Hidroaviones Experimentales (Seaplane Experimental Station), había empezado mejorando el casco del Curtiss H12. La Naval Aircraft Factory, que había construido F.5L durante la Primera Guerra Mundial, continuó el desarrollo del diseño, que fue redesignado PN-5 en 1922 (aunque en la práctica continuó siendo conocido como F.5L), siendo los dos últimos construidos como un diseño mejorado, el F-6L (más tarde designado PN-6). En 1925, la Naval Aircraft Factory produjo una versión con alas nuevas con una sección de perfil alar de mayor coeficiente de sustentación máximo. Estaba propulsado por motores de pistón experimentales Wright T-2 de 525 hp (391 kW), y fue designado PN-7. Aunque la nueva ala se probó exitosa, los motores no eran fiables, y el casco de madera heredado del F.5 requería mucho mantenimiento, así que se construyeron dos aviones con casco metálico, propulsados por motores Packard de 475 hp (354 kW), designados PN-8. Además, aviones similares fueron construidos como PN-9 y PN-10, pero los motores Packard V-12 refrigerados por agua eran decepcionantes y fueron sustituidos por motores radiales para producir el PN-12. Esta combinación de alas revisadas introducidas con el PN-7, con un casco metálico y motores radiales cumplieron con los requerimientos de la Armada estadounidense, y por consiguiente el PN-12 formó la base de una producción más extensa para reequipar a sus escuadrones de patrulla. Como la capacidad de producción de la Naval Aircraft Factory era limitada, la producción fue contratada con varias compañías aeronáuticas, siendo construidas versiones por Douglas (PD-1), Keystone Aircraft (PK-1) y Martin (PM-1 y PM-2).

## Diseño
El PN-12 era un biplano bimotor con alas de estructura metálica y recubrimiento de tela, estando sus motores montados en góndolas entre las alas. Mientras que el casco estaba construido de metal, en todo lo demás era similar al F.5L, con grandes estabilizadores que eran una característica tanto de ese avión como de los hidrocanoas Felixstowe y Curtiss de los que se podía rastrear su herencia. Tenía una tripulación estándar de cinco personas, pero era capaz de llevar una tripulación de relevo para realizar patrullas de larga duración.
El PN-11 presentó un casco revisado que eliminaba los estabilizadores. También usaba colas gemelas verticales. Fueron construidos cuatro aviones de esta variante. Formaron la base de los hidrocanoas Hall PH, algunos de los cuales permanecieron en servicio hasta la Segunda Guerra Mundial.

## Variantes

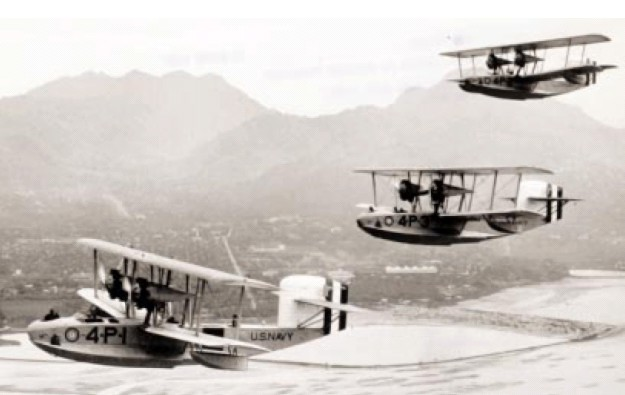
Douglas PD-1 del VP-4 sobre Hawái, en 1930.

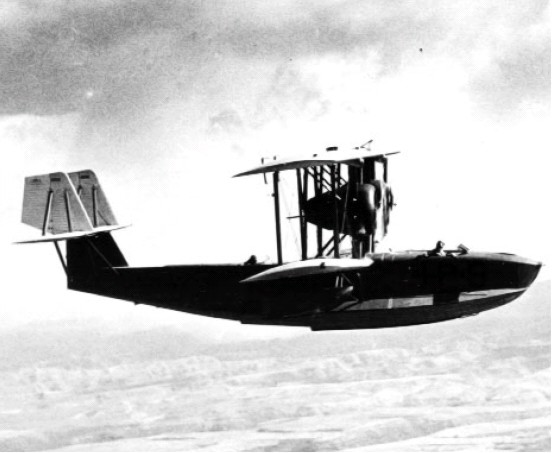
Un Keystone PK-1.

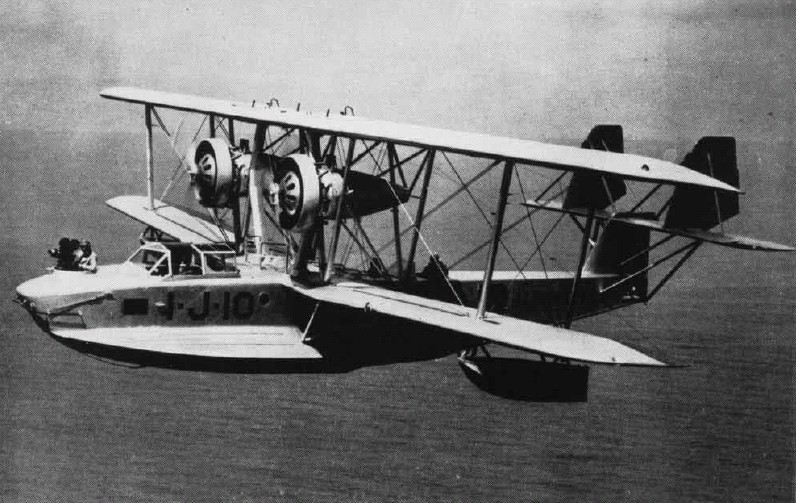
Un Martin PM-2 del VJ-1.

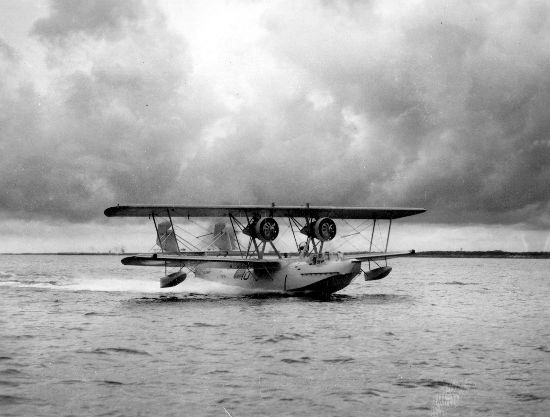
Un XP4N-1 despegando.

PN-5
Redesignación del Felixstowe F5L
PN-6
Redesignación del F-6L. Los dos últimos Naval Aircraft Factory F5L, modificados con superficies de cola revisadas.
PN-7
Versión modificada con alas nuevas con sección de perfil alar grueso de alta sustentación y reducción de la envergadura (22 m comparado con 31 m). Propulsado por dos motores Wright T-2 de 525 hp. Dos construidos.
PN-8
PN-7 con casco metálico. Propulsado por dos motores Packard 1A-2500 V-12 de 475 hp. Dos construidos.
PN-9
Conversión de un PN-8 con góndolas motoras rediseñadas. Uno convertido.
PN-10
Similar al PN-8. Propulsado por dos Packard 1A-2500 de 500 hp. Dos construidos.
PN-11
Nuevo casco, eliminando estabilizadores. Cuatro construidos, uno con dos motores Pratt & Whitney R-1690 Hornet, y los tres restantes, propulsados por dos Wright R-1750 D Cyclone. Los tres últimos, más tarde redesignados como XP4N.
XPN-11
Un prototipo, equipado con superficies  verticales de cola gemelas.
PN-12
Desarrollo del PN-10, propulsado por motores radiales. Dos construidos. Uno propulsado por dos motores Pratt & Whitney Hornet, y el otro, por dos motores Wright R-1750 Cyclone.
Douglas PD-1
Versión de producción desarrollada del PN-12. Dos motores Wright R-1750 Cyclone de 575 hp. 25 construidos por Douglas.
Keystone PK-1
Versión de producción del PN-12. Colas gemelas. Dos motores Wright R-1820 Cyclone de 575 hp. 18 construidos por Keystone.
Martin PM-1
Derivado de producción del PN-12. Dos motores Wright R-1750 Cyclone de 525 hp. 27 construidos por Martin para la Armada estadounidense.
Martin PM-1B
Versión de exportación del PM-1 para Brasil. Tres construidos.
Martin PM-2
Derivado mejorado del PM-1 con motores más potentes Wright R-1820 Cyclone y colas gemelas. 25 construidos.

## Operadores
Brasil
- Aviación Naval Brasileña

 Estados Unidos
- Armada de los Estados Unidos

## Historia operacional
Los prototipos iniciales fueron usados para realizar una serie de vuelos de larga distancia, realizándose un intento de vuelo sin escalas de una distancia de 3864 km entre San Francisco y Hawái, el 1 de septiembre de 1925, por el PN-9. El avión se quedó sin combustible tras volar 2962 km, y tuvo que amerizar; fue en sí un nuevo récord para hidroaviones, pero todavía a 321 km de la tierra más cercana. Entonces la tripulación aparejó unas bastas velas hechas con jirones de las alas del avión y navegó 724 km más hasta alcanzar la isla hawaiana de Kauai, el 10 de septiembre. El mismo avión se perdió durante un intento de vuelo de larga distancia a Sudamérica, siendo hundido, por ser un peligro para la navegación, tras amarar en el Mar Caribe. Los dos PN-12 también fueron usados para establecer varios récords, incluyendo los de alcance y velocidad en circuito.
Los diversos derivados de producción del PN-12 entraron en servicio en la Armada de los Estados Unidos desde el 30 de abril de 1928, cuando el VP-7D recibió su primer Douglas PD-1, permaneciendo en servicio hasta julio de 1938, cuando fue retirado el último Keystone PK-1.
Tres Martin PM-1 fueron también suministrados a la Armada brasileña en 1930, y fueron usados en bombardeos durante la revolución de 1932.

## Especificaciones (PN-12)
Referencia datos: United States Navy Aircraft since 1911

### Características generales
- Tripulación: Cinco
- Longitud: 14,99 m
- Envergadura: 22,21 m
- Altura: 5,11 m
- Superficie alar: 113,1 m²
- Perfil alar: USA 27
- Peso vacío: 3500 kg
- Peso cargado: 6419 kg
- Planta motriz: 2× motor radial de 9 cilindros en una fila refrigerado por aire Wright R-1750 D Cyclone.
  - Potencia: 391 kW (525 HP; 532 CV) cada uno.

### Rendimiento
- Velocidad nunca excedida (Vne): 184 km/h a nivel del mar
- Alcance: 2109 km
- Techo de vuelo: 3300 m (10 900 pies)
- Carga alar: 56,8 kg/m²
- Potencia/peso: 0,12 kW/kg
- Ascenso a 1520 m: 16 min

### Armamento
- Ametralladoras: 

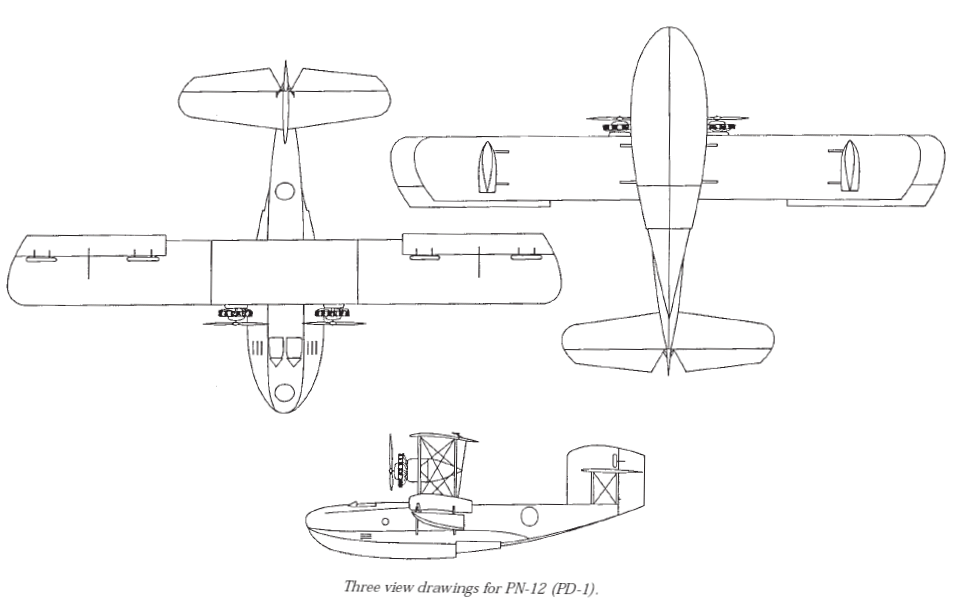
Naval Aircraft Factory PN-12.

  - 1 x 7,62 mm en cabinas de proa y central.
- Bombas: 

  - 4 de 105 kg bajo las alas.

### Desarrollos relacionados
- Felixstowe F5L
- Hall PH

### Aeronaves similares
- Supermarine Southampton
- Hiro H1H
- Hiro H2H
- Supermarine Scapa

### Secuencias de designación
- Secuencia Numérica (interna de Martin): ← 74 - 75 - 77 - 117 - 118 - 119 - 120 - 122 - 123 - 125 - 129 →
- Secuencia P_D (Aviones de Patrulla de la Armada estadounidense, 1922-1962 (Douglas, 1922-1962)): PD - P2D - P3D
- Secuencia P_K (Aviones de Patrulla de la Armada estadounidense, 1922-1962 (Keystone, 1927-1930)): PK
- Secuencia P_M (Aviones de Patrulla de la Armada estadounidense, 1922-1962 (Martin, 1922-1962)): PM - P2M - P3M - P4M →
- Secuencia P_N (Aviones de Patrulla de la Armada estadounidense, 1922-1962 (Naval Aircraft Factory, 1922-1962)): PN - P2N - P4N

### Listas relacionadas
- Anexo:Aeronaves militares de los Estados Unidos (navales)